# Lophomma vaccinii
Lophomma vaccinii är en spindelart som först beskrevs av James Henry Emerton 1926.  Lophomma vaccinii ingår i släktet Lophomma och familjen täckvävarspindlar. Inga underarter finns listade i Catalogue of Life.